# Acrolophus cossoides
Acrolophus cossoides är en fjärilsart som beskrevs av Felder och Alois Friedrich Rogenhofer 1875. Acrolophus cossoides ingår i släktet Acrolophus och familjen Acrolophidae. Inga underarter finns listade i Catalogue of Life.